# Vincent Poirier
Vincent Poirier (* 17. Oktober 1993 in Clamart, Frankreich) ist ein französischer Basketballspieler, der bei Anadolu Efes SK unter Vertrag steht.

## Laufbahn
Poirier wuchs erst in Châtillon, dann im ebenfalls im Großraum Paris gelegenen Ort Guermantes auf. Er spielte Fußball und begann im Alter von 17 Jahren beim Verein Bussy Basket Club mit dem Basketballsport. Er wurde später im Nachwuchsleistungszentrum des Vereins Paris Levallois gefördert. Im Spieljahr 2013/14 erhielt Poirier erste Einsätze in der Ligue Nationale de Basket, der ersten Liga Frankreichs. Er wurde ein Jahr lang an den Zweitligisten Hyères-Toulon Var Basket ausgeliehen, bei dem er in der Saison 2014/15 Spielpraxis sammelte, ehe er zu Paris Levallois zurückkehrte. Nach dem Spieljahr 2016/17, in dem er in der französischen Liga mit Mittelwerten von 11,2 Punkten und 8,1 Rebounds auf sich aufmerksam machte, trug er in der NBA-Sommerliga 2017 die Farben der Brooklyn Nets. Im Juni 2017 unterschrieb er beim spanischen Spitzenklub Saski Baskonia einen Dreijahresvertrag. In der Saison 2018/19 führte er die Euroleague mit einem Reboundschnitt von 8,1 pro Begegnung an.
Am 2. Juli 2019 schloss er sich den Boston Celtics (NBA) an und erhielt einen Zweijahresvertrag. Im November 2020 wurde er an die Mannschaft Oklahoma City Thunder abgegeben. In seiner Zeit in Boston konnte er sich nicht durchsetzen und wurde nur in 22 Spielen eingesetzt. Noch vor dem Saisonauftakt 2020/21 wurde der Franzose von Oklahoma City an die Philadelphia 76ers weitergereicht. Dort konnte er sich nicht durchsetzen (10 Einsätze: 0,8 Punkte, 1,4 Rebounds/Spiel), Ende März 2021 wurde er von den New York Knicks verpflichtet, lediglich einige Stunden später aber wieder aus dem Aufgebot gestrichen.
Im April 2021 wechselte Poirier zum spanischen Klub Real Madrid und erhielt einen bis 2024 datierten Vertrag. Er gewann mit Real 2022 die spanische Meisterschaft. Im Mai 2023 kam der Sieg in der EuroLeague hinzu. Da Poirier an der Wade verletzt war, stand er in dem Wettbewerb in Halbfinale und Endspiel nicht auf dem Feld.
2023/24 gewann der Franzose mit Real drei weitere Titel: Spanischer Meister, Pokalsieger und Supercupsieger. Ende Juni 2024 gab Anadolu Efes SK Poiriers Verpflichtung bekannt.

### Nationalmannschaft
Nach Einsätzen mit der französischen U20-Nationalmannschaft (unter anderem bei der U20-EM 2013) gab er 2017 seinen Einstand in der A-Nationalmannschaft, mit der er im selben Jahr an der Europameisterschaft teilnahm. Bei der Weltmeisterschaft 2019 wurde er mit Frankreich Dritter. Er war Olympiateilnehmer in Tokio, dort gewann er 2021 mit Frankreich Silber, Poirier trug im Laufe des Turniers 6,8 Punkte und 3 Rebounds je Begegnung bei. 2022 wurde er mit Frankreich Zweiter der Europameisterschaft.